# В чужом ряду
«В чужом ряду» (англ. Changing Lanes — «Меняя полосу движения») — художественный фильм, драма режиссёра Роджера Мичелла, вышедший на экраны в 2002 году.

## Сюжет
Два жителя Нью-Йорка едут по своим делам, и их автомобили сталкиваются в небольшой аварии. Гэвин Бейнек торопится подписать важную для его юридической фирмы доверенность. Дойл Гипсон спешит на судебное заседание, где решается вопрос о его праве отцовства и возможного опекунства над его детьми. Бейнек, не дожидаясь полиции, скрывается с места аварии, хотя оппонент предлагал решить дело по закону. Оба опаздывают по своим делам и считают, что в задержке виновен другой.
Бейнек потерял в дорожном инциденте папку с доверенностью, и она осталась у Гипсона. Он, затаив злобу на Гэвина, отказывается отдавать папку. В ответ на это Гэвин, воспользовавшись помощью знакомого, залезает в компьютерную сеть банка и запрещает выдачу кредита Дойлу. Без кредита Дойл не может выкупить дом, и его семейные дела окончательно идут прахом. Начинается целая череда взаимных враждебных поступков. Когда стороны уже начинают терять разум в желании отомстить другому, Гэвин наконец опомнился.
Он пытается пойти на примирение и, ставшие почти смертельными врагами, два очень разных человека находят общий язык. В конце этого дня Гэвин обнаружил, что дело, связанное с доверенностью, было не совсем чистым. Вечером за ужином он неожиданно прямо говорит об этом шефу фирмы. Всё должно быть сделано законным путём и никак иначе. В концовке бывшая супруга Дойла говорит ему, что у них ещё есть шанс на совместную семейную жизнь.

## В ролях
- Бен Аффлек — Гэвин Бейнек
- Сэмюэл Л. Джексон — Дойл Гипсон
- Ким Стонтон — Вэлери Гипсон
- Тони Коллетт — Мишель
- Сидни Поллак — Стивен Делано
- Тина Слоун — миссис Делано
- Аманда Пит — Синтия Бейнек
- Ричард Дженкинс — Уолтер Арнелл
- Акил Уолкер — Стивен Гипсон
- Коул Хоукинс — Дэнни Гипсон
- Айлин Гетз — Элин

## Награды и номинации
- 2002 — премия Teen Choice Awards
  - номинация на премию лучшему актёру (Бен Аффлек)